# غارما (تيبت)
غارما (بالإنجليزية: Garma, Tibet)‏ هي منطقة سكنية تقع في الصين في أزمة التبت والصين. يقدر عدد سكانها بـ
- نسمة .